# Rod Blagojevich
Rod Blagojevich, soms bijgenaamd Blago, (Chicago (Illinois), 10 december 1956) is een Amerikaans oud-politicus van de Democratische Partij. Hij was de gouverneur van Illinois van 2003 tot 2009, hiervoor was hij van 1997 tot 2003 lid van het Amerikaanse Huis van Afgevaardigden (Verenigde Staten) voor het 5e district van Illinois.

## Afzetting als gouverneur van Illinois
In december 2008 werd Blagojevich gearresteerd op verdenking van corruptie, onder meer vanwege het 'ter verkoop' aanbieden van de federale senaatszetel die was vrijgekomen na de verkiezing in november 2008 van zittend senator Barack Obama tot president van de Verenigde Staten. In verband met deze beschuldigingen werd na een stemming met als uitslag 114-1, door het Huis van Afgevaardigden van de staat Illinois op 8 januari 2009 een impeachmentprocedure tegen Blagojevich opgestart. Nadat in Illinois een nieuw staatscongres was ingezworen, werd tegen Blagojevich op 14 januari 2009 wederom een impeachmentprocedure opgestart, ditmaal na een stemming met als uitslag 117-1. De voltallige senaat van Illinois veroordeelde op 29 januari 2009 Blagojevich waardoor hij met onmiddellijke ingang werd afgezet als gouverneur. Luitenant-gouverneur Patrick Quinn volgde hem op.
Op 3 april 2009 werd hij in staat van beschuldiging gesteld voor een groot aantal strafbare feiten, waaronder het afleggen van valse verklaringen, corruptie, poging tot afpersingen en fraude. Op 18 augustus 2010 werd hij schuldig bevonden aan het afleggen van valse verklaringen terwijl de jury het niet eens kon worden over de overige aanklachten. De openbaar aanklagers verklaarden zo snel mogelijk een nieuwe zaak te beginnen over de aanklachten van corruptie, fraude, samenzwering en poging tot afpersing.
Op 27 juni 2011 werd hij op 17 van 20 aanklachten schuldig bevonden en op 7 december 2011 werd hij veroordeeld tot 14 jaar cel. Sinds 15 maart 2012 zat Blagojevich zijn straf uit in een federale gevangenis in Colorado.
Sinds 18 februari 2020 is Blagojevich weer een vrij man. President Donald Trump had hem clementie verleend nadat hij een oproep daartoe had gezien van Blagojevich zijn vrouw op Fox News.
- Gemeinsame Normdatei: 140509879
- International Standard Name Identifier: 0000 0001 1472 5326
- Library of Congress Control Number: no2007143493
- SNAC: w64z2x6b
- Biographical Directory of the United States Congress: B000518
- Virtual International Authority File: 51482799
- WorldCat: E39PBJymBQWpx33hhGtr87cHG3